# I pompieri di Viggiù
I pompieri di Viggiù è un film del 1949, diretto da Mario Mattoli.
Il titolo è ripreso dall'omonima canzone popolare composta in precedenza da Armando Fragna (autore anche delle altre musiche del film), ed interpretata da Clara Jaione, pubblicata nel dopoguerra.
La pellicola registrò il terzo incasso nella stagione cinematografica 1949-1950.

## Trama
A Viggiù, una cittadina del varesotto, esiste un simpatico gruppo privato di vigili del fuoco. Questi ritengono la canzonetta I pompieri di Viggiù, di gran successo all'epoca, offensiva per il loro glorioso corpo, tant'è che non gradiscono neppure essere chiamati "pompieri", bensì "vigili". Decidono così di recarsi a Milano per interrompere d'autorità la rivista omonima. Inoltre il comandante intende convincere sua figlia Fiamma, che recita nella stessa rivista, ad abbandonare il mondo del teatro e a tornare in famiglia a Viggiù. I vigili del fuoco si spostano ben volentieri, col motivo non dichiarato di poter assistere alla rivista e soprattutto di poter ammirare le belle donne, occasione generalmente negata ai residenti di piccole località di provincia. Il film è il pretesto per una lunga sequenza di spettacolari numeri di teatro di rivista; comunque l'esile intreccio si scioglie nel migliore dei modi: i vigili del fuoco, entusiasmati dal magico mondo del teatro, rinunciano ai loro propositi e Fiamma continua la sua brillante carriera con il consenso del padre.

### Episodio di Totò
Celebre nel film lo sketch con Totò, Barzizza e Castellani, tratto dalle riviste teatrali interpretate dal comico napoletano. Totò è l'irriverente spasimante della moglie di un commerciante di stoffe, che soffre di gelosia, ed è pieno di debiti. Quando Totò si presenta in negozio, e torna il marito, si finge manichino, ma deve subire le angherie e le ire del marito, conservando il più possibile l'immobilità. 
Nella scena finale del film, Totò appare da una campana di cartapesta sul palco, si esibisce in altri sketch delle sue riviste, dirigendo l'orchestra del teatro, ed esibendosi in una lunga passerella con gli attori comici, dà conclusione al film inscenando dei fuochi d'artificio.

## Accoglienza

### Critica
Il Morandini cita Ennio Flaiano che nel 1949 si espresse a proposito di questo film sostenendo che "l'errore dei critici fu quello di volerlo considerare un film, mentre  è un documentario che anticipa in Italia le gioie della TV"; sotto questo profilo, la pellicola "è un capolavoro involontario di reportage, una preziosa antologia dell'avanspettacolo nell'Italia del dopoguerra".